# Dragan Nikolić

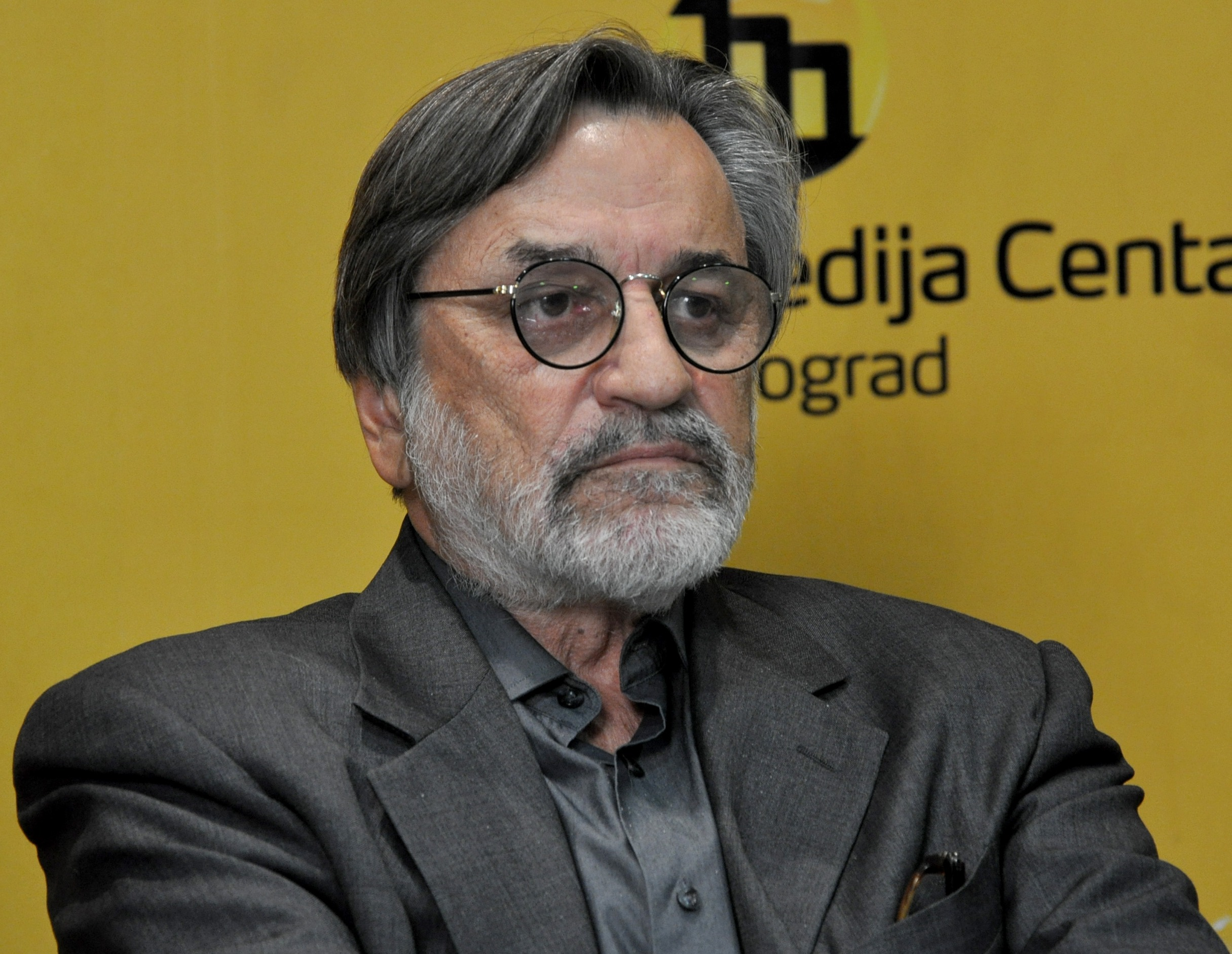
Dragan Nikolić (2013)

Dragan Nikolić (serbisch-kyrillisch Драган Николић; * 20. August  1943 in Belgrad, Königreich Jugoslawien; † 11. März 2016 in Belgrad, Republik Serbien) war ein jugoslawischer und serbischer Schauspieler.

## Leben
Dragan Nikolić wurde als Dragoslav Nikolić in Belgrad geboren. Nach der Grundschule besuchte er zunächst zwei Jahre das 14. Belgrader Gymnasium. Sein Schauspielstudium absolvierte an der Akademie für Theater, Film, Radio und Fernsehen in Belgrad, wo er der jüngste Student war. Seine Filmkarriere begann 1964 mit einer kleineren Rolle in dem Film Pravo stanje stvari. Nikolić wirkte in insgesamt über 100 Filmen mit. Hauptrollen und wichtige Nebenrollen hatte er in mehr als 30 Filmen. Ab 1965 verwendete er seinen Spitznamen „Dragan“ als Künstlername, nachdem in der jugoslawischen Fernsehserie Dovoljno je ćutati sein Name im Abspann fälschlicherweise als Dragan Nikolić angegeben worden war.
Mit seiner ersten Hauptrolle, ein Saisonarbeiter mit labiler Moral, in dem jugoslawischen Film Kad budem mrtav i beo (1967) gelang ihm, unter der Regie von Živojin Pavlović, der Durchbruch als Filmschauspieler. Für seine Rolle wurde er 1968 beim Filmfestival von Pula ausgezeichnet.
In dem jugoslawischen Abenteuer- und Historienfilm Der Falke (1981) spielte er, an der Seite von Franco Nero in der Titelrolle, den türkischen Banditen Alija. In dem jugoslawischen Filmdrama Friedenszeit in Paris (1981), einer Dreiecksgeschichte, spielte er den jungen Jugoslawen Dragan, der für einen Film nach Archivmaterial über faschistische Gewaltakte sucht, und in Paris eine junge französische Bildhauerin kennenlernt. Nikolićs Partner waren Maria Schneider und Alain Noury. Mit der Rolle des Gewalttäters Gare in dem Film Život je lep (1985) wurde er zur jugoslawischen Filmlegende. Seine bekannteste Fernsehrolle hatte er in der Fernsehserie Otpisani (1974–1975) und der Fortsetzung Povratak optisanih (1976). Er verkörperte darin die Rolle des Prle, einen jugoslawischen Partisanen und Widerstandskämpfer im Zweiten Weltkrieg.
Seit 1969 spielte er am Belgrader Dramentheater (BDP; Beogradsko dramsko pozorište) und am Theater „Atelier 212“ (Atelje 212). Er trat als Theaterschauspieler in über 20 Hauptrollen auf. In der Spielzeit 1982/83 gastierte er am Theatre de la Ville in Paris. Dort spielte er den Dieb Waska Pepel in Nachtasyl von Maxim Gorki in einer Inszenierung von Lucian Pintilie; außerdem trat er dort als Jeschua in einer Bühnenfassung des Romans Der Meister und Margarita (Regie: M. Serban) auf.
Von 2011 bis 2013 moderierte er die serbische Ausgabe der Quiz-Show Who Wants to Be a Millionaire?.
Nikolić war Preisträger zahlreicher nationaler Filmpreise. 1981 erhielt er beim Filmfestspiel in Pula die „Goldene Arena“ für seine Rolle in dem Film Banoviću Strahinji (1980). 2000 erhielt er den „Pavle Vujisić“-Filmpreis für sein Lebenswerk.
Dragan Nikolić war mit der serbischen Schauspielerin Milena Dravić verheiratet. Im Februar 2015 wurde er in Belgrad wegen einer Erkrankung des Magen- und Verdauungstraktes operiert. Im Mai 2015 verschlechterte sich sein Zustand stark; seitdem war er in ständiger Behandlung im Krankenhaus. Im März 2016 starb Nikolić im Alter von 72 Jahren an den Folgen seiner Krankheit. Am 14. März wurde Nikolić auf dem Belgrader Neuen Friedhof (Friedhof Novo groblje) beigesetzt.

## Filmografie (Auswahl)
- 1964: Pravo stanje stvari (Kinofilm)
- 1965: Dovoljno je cutati (Fernsehserie)
- 1967: Kad budem mrtav i beo (Kinofilm)
- 1968: Tri sata za ljubav (Kinofilm)
- 1969: Horoskop (Kinofilm)
- 1974–1975: Otpisani (Fernsehserie)
- 1976: Povratak otpisanih (Fernsehserie)
- 1976: Die Jungfrauenbrücke (Devojacki most) (Kinofilm)
- 1980: Wer singt denn da? (Ko to tamo peva) (Kinofilm)
- 1981: Die andere Frau (Neka druga zena) (Kinofilm)
- 1981: Friedenszeit in Paris (Sezona mira u Parizu) (Kinofilm)
- 1981: Der Falke (Banoviću Strahinji) (Kinofilm)
- 1983: Balkan-Express (Balkan ekspres) (Kinofilm)
- 1984: Ein nie geschehenes Wunder (Cudo nevidjeno) (Kinofilm)
- 1985: Das Leben ist schön (Život je lep) (Kinofilm)
- 1995: Burleske Tragödie (Urnebesna tragedija) (Kinofilm)
- 1998: Das Pulverfass (Bure baruta) (Kinofilm)
- 1998: Place Vendôme – Heiße Diamanten (Kinofilm)
- 1999: Lovers (Kinofilm)
- 2001: Virtualna stvarnost (Kinofilm)
- 2002: Zona Zamfirova (Kinofilm)
- 2004: Pljacka Treceg rajha (Kinofilm)
- 2007: Promeni me (Kinofilm)
- 2008: Na lepom plavom Dunavu (Kinofilm)
- 2012–2013: Jagodici (Fernsehserie)
- 2014: Nesto lepo (Fernseh-Miniserie)